# Alma (Xanthi)
Alma este un sat semimuntos din Periferia Xanthi cu o populație în 2021 de 353 de locuitori și aflat la o altitudine de 300 de metri   . Conform recensământului din 2011, satul Almana avea o populație de 321 de rezidenți permanenți.

## Informații generale
Alma este situată la 14 km de Xanthi și la 4,5 km de Sminthi (reședința municipalității Myki). La est de sat trece râul Kosynthos și drumul național Xanthi - Echinos, în timp ce spre sud trece drumul național Drama - Xanthi. Din punct de vedere cultural, satul Alma este inclus în Pomakochoria din Xanthi și anterior a fost menționată sub numele de Egin Alan. Din 1997 face parte din municipalitatea Myki conform Planul Kallikratis.